# Леви, Бернар-Анри
Берна́р-Анри́ Леви́ (фр. Bernard-Henri Lévy, известен как BHL; род. 5 ноября 1948) — французский философ

, журналист, писатель, политический деятель.

## Биография
Родился в алжирском городе Бени-Саф в обеспеченной еврейской семье. Отец Бернара-Анри был владельцем крупной лесопромышленной компании «La Becob». В 1954 году семья переехала во Францию в пригород Парижа Нёйи-сюр-Сен. В 1968 году Бернар-Анри поступил в Высшую нормальную школу.
Журналистскую деятельность начал, работая в газете «Combat». В 1971 году ездил в Индию, освещая войну за независимость Бангладеш от Пакистана. С 1973 года — редактор издательства «Grasset», в котором впоследствии выходили его книги. Написал более 20 книг, в основном на злободневные политические темы.
В 1974 году женился на модели Изабели Дутрелинь (Isabelle Doutreluigne), которая родила ему двоих детей.
Леви известен как один из основателей школы «Новые философы», критик современного марксизма (книга «Варварство с человеческим лицом», 1977).
В 1984 году Леви участвовал в создании общественной организации «SOS racisme», предназначенной привлекать голоса чернокожих и арабских избирателей для Социалистической партии и её лидера Франсуа Миттерана. В 1986 году ездил в Эфиопию.
В начале 1990-х годов освещал конфликт в бывшей Югославии, выступая в защиту боснийских мусульман. В 1991 году назначен директором государственной кинокомиссии (фр. commission d’avances sur recettes), распределяющей государственные субсидии на кино.
В 1993 году женился на актрисе Ариэль Домбаль. В 1997 году снял фильм «День и ночь» со своей женой и Аленом Делоном в главных ролях.
В 1999 году выступал в поддержку «Армии освобождения Косова». В своих статьях призывал к бомбардировкам Югославии.
Поддерживал войну с терроризмом в Афганистане.
Леви — борец с исламским фундаментализмом. В 2005 году он вместе с Салманом Рушди выступил с манифестом «Вместе против нового тоталитаризма», в котором подверг критике карикатурный скандал 2005—2006 годов и попытки распространения исламского образа жизни в Европе.
Во время войны в Грузии в 2008 году вёл репортажи из Грузии, брал интервью у президента Михаила Саакашвили.
В 2008 году вышла книга «Враги общества» — переписка Леви с французским писателем Мишелем Уэльбеком.
В мае 2010 года подписал петицию группы «JCall» в Европарламент, призывающую, помимо прочего, оказать давление на Израиль. Впоследствии, в июне 2020 года, подписал другую декларативную петицию той же группы.
В марте 2011 года участвовал в переговорах с ливийскими повстанцами в Бенгази и публично продвигал международное признание недавно созданного Национального переходного совета. Позднее в том же месяце он вместе с Николя Саркози продвигал инициативу по военному вмешательству в Ливии.
В марте 2013 Бернару-Анри Леви был запрещён въезд в Ливию из-за его еврейского происхождения.
В 2013 году вёл активную пропаганду против правительства Сирии. 20 июня 2013 года выпустил статью под названием «Спасите Алеппо!» (фр. Sauvez Alep!), в которой призвал начать вторжение в Сирию против «кровавого режима Башара Асада».
9 февраля 2014 года выступил на сцене «Евромайдана» с речью, которая 10 февраля была опубликована газетой «Le Monde» под заголовком «Мы все — украинцы».
18 февраля 2014 года призвал европейских спортсменов прекратить участие в зимних олимпийских играх в Сочи в знак протеста против насилия в Киеве.
В 2015 году Леви стал одним из учредителей Агентства модернизации Украины.
В 2019 году Леви выступил инициатором открытого письма «Сражайтесь за Европу или враги уничтожат её!», направленного в защиту либеральных ценностей и против национализма и популизма, которое подписали Василис Алексакис, Светлана Алексиевич, Давид Гроссман, Марио Варгас Льоса, Эльфрида Елинек, Адам Загаевский, Исмаил Кадаре, Дьёрдь Конрад, Милан Кундера, Антониу Лобу Антунеш, Иэн Макьюэн, Клаудио Магрис, Адам Михник, Герта Мюллер, Салман Рушди, Орхан Памук, Фернандо Саватер, Роберто Савиано, Абдула Сидран, Лейла Слимани, Колм Тойбин, Людмила Улицкая, Агнеш Хеллер, Энн Эпплбаум.
В 2019 году подписал «Открытое письмо против политических репрессий в России».
Ведёт еженедельную колонку в журнале Le Point.

## Критика
Ранние эссе Леви, такие как «Le Testament de Dieu» или «L’Idéologie française», встретили сильные опровержения известных интеллектуалов со всех сторон идеологического спектра, таких как историк Пьер Видаль-Наке и философы Корнелиус Касториадис, Раймон Арон и Жиль Делёз, который назвал обвинения со стороны Леви группы CERFI (Centre d'étude de recherche et de formation institutionnelles) в расизме «отвратительными». В защиту Леви выступил Эммануэль Левинас.
Другой скандал был связан с эссе «De la guerre en philosophie» (2010), в котором цитировались труды французского «философа» Жана-Батиста Ботуля. Писания Ботуля на самом деле являются широко известными мистификациями, а сам Ботуль — вымыслом французского журналиста и философа Фредерика Пажеса. Очевидность обмана (философия Ботуля называлась «ботулизм») привела к подозрениям, что сам Леви Ботуля не читал, следовательно, мог воспользоваться для написания своей книги услугами литературного негра. Отвечая на вопрос, Леви написал: «Это была действительно блестящая и очень правдоподобная мистификация журналиста из „Канар аншене“, который во всяком случае остаётся хорошим философом. Поэтому я был пойман, как и критики, которые рецензировали книгу. Единственное, что осталось сказать, без обид — слава художнику».
В эссе «Une imposure française» журналисты Николя Бо и Оливье Тоссер утверждают, что Леви использует свое уникальное положение как влиятельного члена как литературных, так и деловых кругов Франции, чтобы стать посредником между двумя мирами, что помогло ему достичь позитивных отзывов в знак благодарности, при этом заставляя замолчать несогласных. Например, Бо и Тоссер отмечают, что большинство опубликованных во Франции обзоров книги «Кто убил Дэниела Перла?» не упомянули решительные опровержения, данные экспертами и самой семьей Перл, включая супругу жертвы — Мариану Перл, которая назвала Леви «человеком, чей разум разрушен его собственным эго».

## В культуре
Наряду с философами Монтескьё и Монтенем послужил одним из прототипов «дискурсмонгера» Бернара-Анри Монтеня-Монтескьё в романе Виктора Пелевина S.N.U.F.F..

## Награды
- Орден «За заслуги» III степени (4 сентября 2023 года, Украина) — за весомый личный вклад в укрепление межгосударственного сотрудничества, поддержку государственного суверенитета и территориальной целостности Украины, популяризацию Украинского государства в мире[19]

## Сочинения
- фр. Bangla-Desh, Nationalisme dans la révolution, 1973.
- фр. La barbarie à visage humain, 1977.
- фр. Le testament de Dieu, 1978.
- фр. Idéologie française, 1981.
- фр. Le diable en tête, 1984.
- фр. Eloge des intellectuels, 1987.
- фр. Les derniers jours de Charles Baudelaire, 1988.
- фр. Les aventures de la liberté, 1991.
- фр. Le jugement dernier, 1992
- фр. Piero della Francesca, 1992
- фр. Les hommes et les femmes, 1994.
- фр. Bosna!,1994.
- фр. La pureté dangereuse, 1994.
- фр. Le siècle de Sartre, 2000.
- фр. Réflexions sur la Guerre, le Mal et la fin de l’Histoire, 2002.
- фр. Qui a tué Daniel Pearl ?, 2003.
- фр. Récidives, 2004.
- American Vertigo, 2006
- Questions de principe X, Ici et ailleurs, 2007
- Ce grand cadavre à la renverse, 2007
- La Mémoire, l’Oubli, Solitude d’Israël, 2007
- Enregistrement du débat public à Jérusalem, avec Benny Lévy et Alain Finkielkraut, sur CD audio.
- Ennemis publics, 2008 (Correspondance entre Michel Houellebecq et BHL).
- De la guerre en philosophie, 2010
- Autour de Camus, 2010
- Table ronde à l’Auditorium du Monde, avec Jean Daniel et Michel Onfray, sur CD audio.
- Pièces d’identité, 2010
- La Guerre sans l’aimer, 2011, Paris, Grasset
- Les Aventures de la vérité. Peinture et philosophie, un récit, 2013, Paris, Grasset
- Hôtel Europe, 2014, Paris, Grasset
- L’Esprit du judaïsme, 2016, Paris, Grasset215
- Questions de principe XIII, Qui a peur du xxie siècle?, 2017
- L’Empire et les cinq rois, 2018, Paris, Grasset, 2016
- Questions de principe XIV, L'Œil du Cyclone, 2018
- Ce virus qui rend fou, 2020, Paris, Grasset
- Sur la route des hommes sans nom, 2021, Paris, Grasset
- Solitude d’Israël, 2023, Paris, Grasset
- Questions de principe XV, Avis de tempête, 2024
- Nuit blanche, 2025, Paris, Grasset